# Gliese 176
Gliese 176 (kurz: Gl 176 oder GJ 176 genannt), auch als HD 285968 katalogisiert, ist ein etwa 30 Lichtjahre von der Erde entfernter Roter Zwerg im Sternbild Stier. Er ist mit einer scheinbaren Helligkeit von 9,95 mag mit dem bloßen Auge auch unter optimalen Beobachtungsbedingungen nicht mehr zu sehen. Im Jahre 2007 entdeckte Michael Endl mit Hilfe der Radialgeschwindigkeitsmethode einen Exoplaneten, der diesen Stern umkreist und mit Gliese 176 b oder HD 285968 b bezeichnet wird.

## Gliese 176 b
Gliese 176 b oder HD 285968 b ist ein Exoplanet, der den Roten Zwerg alle 10,24 Tage in einer Entfernung von ca. 0,073 Astronomischen Einheiten bei einer Exzentrizität von 0,23 umkreist. Seine Masse wird auf mindestens etwa 0,076 Jupitermassen (ca. 24 Erdmassen) geschätzt.